# Souvenirs d'enfance (Les Simpson)
Souvenirs d'enfance est le premier épisode de la vingt-huitième saison de la série télévisée Les Simpson et le 597e épisode de la série. Il est sorti en première sur le réseau Fox le 25 septembre 2016.

## Synopsis
Après un accident survenu en ville, les Simpson implorent Monsieur Burns de reconstruire un sol digne de ce nom. Il n'accepte qu'à condition de pouvoir donner un spectacle de variétés. De son côté, Homer transforme peu à peu la centrale en terrain de jeux...

## Réception
Lors de sa première diffusion l'épisode a attiré 3,36 millions de téléspectateurs.